# Stamford, Texas
Stamford là một thành phố thuộc quận Jones, tiểu bang Texas, Hoa Kỳ. Năm 2010, dân số của xã này là 3124 người.

## Dân số
- Dân số năm 2000: 3636 người.
- Dân số năm 2010: 3124 người.